# Anfilóquio Nunes Pires
Anfilóquio Nunes Pires (Rio Grande, 24 de setembro de 1819 — Desterro, 24 de dezembro de 1889) foi um político e professor brasileiro.

## Biografia
Filho de Feliciano Nunes Pires e Rita de Cássia Jacques de Oeiras Pires. Casou com Henriqueta Nunes Pires, havendo deste casamento 10 filhos, dentre eles, os poetas: Gustavo, Eduardo e Horácio. Horácio Nunes Pires foi autor da letra do Hino do estado de Santa Catarina.
Inicialmente funcionário público no Rio de Janeiro, transferiu-se em 1859 para Santa Catarina.
Foi deputado à Assembleia Legislativa Provincial de Santa Catarina na 13ª legislatura (1860 — 1861) e na 21ª legislatura (1876 — 1877) pelo Partido Conservador.
Foi professor de inglês e vice-consul da Inglaterra em Florianópolis.

## Reconhecimento na cultura
- Ruas em Florianópolis, Gaspar e Joinville levam o seu nome.